# Ата
А́та, Ате (дав.-гр. ἄτη — зніяковілість, замішання, плутанина, нещастя, нестяма, безрозсудна пристрасть) — у давньогрецькому епосі — дочка Зевса; втілення раптового безглуздя, що находить на людей і богів.
Її неодноразово згадує Есхіл. Гомер в «Іліаді» називає її старшою дочкою Зевса — миттєвою, могутньою, злою. Гесіод у «Теогонії» вказує матір'ю Ати богиню розбрату Еріду, але про батька не згадується нічого; вона постійна супутниця (сестра) Дисномії, богині беззаконня.
Ата затуманила розум самого Зевса на одному зі святкувань — через образу на поганий прийом або ж із намовлянь Гери. Зевс чекав на народження свого сина Геракла, тому сказав, що до настання темряви в роду Персея народиться той, хто стане верховним царем; Гера ж випросила у нього клятву і прискорила народження хворобливого Еврістея, у служіння якого таким чином потрапив Геракл. Розгніваний Зевс скинув Ату з Олімпу на землю, так що тільки її золоте волосся майнуло над його головою.
Згідно з Аполлодором, скинута з небес Ата упала на вершину гори у Фригії, яку пізніше назвали її іменем, а разом з нею упав Палладій. На цій горі пізніше було засновано там Іліон — Трою.
Ата поневіряється різними місцевостями, швидко ходячи по головах людей і штовхаючи їх на нерозсудливі вчинки, які приносять пустку і руїну і які належить спокутувати. Слідом за Атою йдуть (або ж вона їх тягне) дочки Зевса Літаї (Літи) — богині прохань, покутних благань, Молитва і Скруха. Вони кульгають, і приходять пізно, допомагають тим, хто віддає їм шану, виправляючи вчинене Атою, і мстяться тим, хто ними погорджує, звучи її знову. 
Давньогрецькі трагіки зображували Ату не призвідницею лиха, а месницею, яка вганяє уже грішну людину у ще більші нещастя, доводячи до погибелі, тому вона наділена рисами Немезіди й Адрастеї.
В зморшках обличчя, кульгаві, з очима, що зиркають скоса,

Аті-Нестямі услід вони заклопотано ходять.

Ата ж є дужа й на ноги проворна, то їх набагато

Випереджає і, цілу кругом оббігаючи землю,

Шкодить людям, а Літи стають їм тоді в допомозі.

Той же, хто, Зевсових дочок зустрінувши, їх пошанує,

Матиме поміч од них, вони молитви його вчують,

А як одкине од себе, зневажливим словом одмовить,

З ревним благанням до Зевса Кроніона Літи підступлять,

 Гомер. Іліада IX 502-512
Всім засліпляє, легкі в неї ноги, і навіть не ходить

Ними вона по землі, по головах людських прямує

Й розум затемнює в них […].

Навіть і Зевса вона засліпила, хоча найсильніший,

Кажуть, він серед богів і людей. […]

Ату Кротон вхопив за голову в косах блискучих,

Гнівом палаючи люто, й великою клятвою клявся,

Що відтепер на Олімп вже ніколи й на зоряне небо

Більш не повернеться Ата, що розум усім засліпляє.

Мовивши так, розмахнувсь і з високостей зоряних неба

 Гомер. Іліада XIX 91
Іменем богині названо астероїд (111) Ата, відкритий в 1870 році.
Серед інших грецьких богів Ата є персонажем і сучасної літератури.